# Erasure
Erasure je britská synthpopová hudební skupina, jejímiž členy jsou Vince Clarke (syntezátory, skladba) a Andy Bell (vokály, texty).

## Historie
Skupina vznikla v roce 1985. Poté, co Vince Clarke opustil své původní projekty Depeche Mode a Yazoo, podal si v hudebním časopise Melody Maker inzerát, že shání zpěváka/zpěvačku pro svůj nový projekt. Původně se mělo jednat o album, na kterém by každou píseň nazpíval jiný zpěvák. Když na konkurz dorazil Andy Bell, šly původní záměry stranou a Erasure byli na světe.
První album Wonderland vyšlo v roce 1986 a propadlo. Pro Clarka, který byl do té doby považován za hitmakera a jehož předchozí projekty se pravidelně držely na špici hitparády, to bylo zklamání. Přesto se nenechal odradit a o rok později skupina přišla s novým singlem Sometimes, který předznamenal nejen úspěch druhého alba The Circus, ale vlastně i samotné kapely. Následovaly další singly It Doesn't Have To Be a The Circus, jejichž prodej navíc podpořilo velké turné po Británii a Evropě (převážně v Německu). Záznam z koncertu později vyšel na videokazetě s titulem "Erasure: Live At The Seaside".
O rok později, v roce 1988, vyšlo třetí album The Innocents a singly Ship Of Fools, Chains Of Love a především A Little Respect se okamžitě dostaly na vrchol hitparády. Erasure uspořádali výpravné The Innocents Tour a těšili se v Británii a v Německu nečekané oblibě. V rámci turné zavítali i do Prahy. Když byl později Vince Clarke dotázán, který koncert mu nejvíce utkvěl v hlavě, uvedl právě ten pražský. To proto, že v tehdejším Československu nebyly nahrávky Erasure vůbec k sehnání a polovina návštěvníků po celou dobu koncertu držela nad hlavami kazeťáky, aby si Erasure alespoň takto uchovala.

## Diskografie (VB)

### Alba
- Wonderland (1986, #71 UK, #- US, #16 D)
- The Circus (1987, #6 UK, #190 US, #20 D)
- The Two-Ring Circus (1987, #- UK, #186 US, #26 D)
- The Innocents (1988, #1 UK, #49 US, #10 D)
- Crackers International (1988, #2 UK, #73 US, #73 D)
- Wild ! (1989, #1 UK, #57 US, #16 D)
- Chorus (1991, #1 UK, #29 US, #13 D)
- Abba-esque (1992, #1 UK, #85 US, #2 D)
- Pop ! The First 20 Hits (1992, #1 UK, #112 US, #12 D)
- I Say I Say I Say (1994, #1 UK, #18 US, #6 D)
- Erasure (1995, #14 UK, #82 US, #87 D)
- Cowboy (1997, #10 UK, #43 US, #34 D)
- Loveboat (2000, #45 UK, #- US, #48 D)
- Other People's Songs (2003, #17 UK, #138 US, 17 D)
- Hits ! The Very Best Of Erasure (2003, #15 UK, #- US, #54 D)
- Nightbird (2005, #27 UK, #154 US, #22 D)
- Union Street (2006,#102 UK, #- US, #- D)
- Acoustic Live (2006, #- UK, #- US, #- D)
- Light At The End Of The World (2007, #29 UK, 127 US, 42 D)
- Live At The Royal Albert Hall (2007, #- UK, #- US, #- D)
- Pop ! Remixed (2009, #- UK, #- US, # -D)
- Total Pop ! The First 40 Hits (2009, #21 UK, #- US, #- D)
- Tomorrow's World (2011, #29 UK, #61 US, #35 D)
- Tomorrow's World Tour (Live At The Roundhouse) (2011),
- Snow Globe (2013, #49 UK, #- US, #100 D)
- The Violet Flame (2014, #20 UK, 48# US, #41 D)
- Always – The Very Best of Erasure (2015, #9 UK, #- US, #91 D)
- World Be Gone (2017, #6 UK, # US, #28 D)
- World Beyond (2018, #47 UK, #– US, #– US)
- World Be Live (2018, #– UK, #– US, #100 D)
- The Neon (2020, #4 UK, #– US, #11 D))
- Day-Glo (Based on a true story (2022, #– UK, #– US, #- D)

### Singly (VB)
- Who Needs Love Like That (1985)
- Heavenly Action (1985)
- Oh L'Amour (1986)
- Sometimes (1986)
- It Doesn't Have To Be (1987)
- Victim Of Love (1987)
- The Circus (1987)
- Ship Of Fools (1988)
- Chains Of Love (1988)
- A Little Respect (1988)
- Stop ! (1988)
- Drama ! (1989)
- You Surround Me (1989)
- Blue Savannah (1990)
- Star (1990)
- Chorus (1991)
- Love To Hate You (1991)
- Am I Right ? (1991)
- Breath Of Life (1992)
- Take A Chance On Me (1992)
- Who Needs Love Like That (Hamburg mix) (1992)
- Always (1994)
- Run To The Sun (1994)
- I Love Saturday (1994)
- Stay With Me (1995)
- Fingers & Thumbs (A Cold Summer's Day) (1995)
- Rock Me Gently (1996)
- In My Arms (1997)
- Don't Say Your Love Is Killing Me (1997)
- Rain – plus (1997)
- Freedom (2000)
- Moon & The Sky – plus (2001)
- Solsbury Hill (2003)
- Make Me Smile (Come Up & See Me) (2003)
- Oh L'Amour (remixes 2003) (2003)
- Breathe (2005)
- Don't Say You Love Me (2005)
- Here I Go Impossible Again / All This Time Still Falling Out Of Love (2005)
- Boy (2006)
- I Could Fall In Love With You (2007)
- Sunday Girl (2007)
- Storm Chaser (2007)
- Phantom Bride (2009)
- When I Start To (Break It All Down) (2011)
- Be With You (2011)
- Fill Us With Fire (2012)
- Gaudete (2013)
- Make it Wonderful (2014)
- Elevation (2014)
- Reason (2014)
- Sacred (2015)
- Sometimes 2015 (2015)
- Love to the Sky (2017)
- World Be Gone (2017)
- Just A Little Love (2017)
- Hey Now (Think I Got A Feeling) (2020)
- Nerves of Steel (2020)
- Time (Hearts Full of Love) (2022)

### VHS (VB)
- Live At The Seaside (1987)
- The Innocents - Live (1989)
- Wild ! - Live (1990)
- Abba-esque (1992)
- Pop ! The First 20 Hits (1992)
- The Tank, The Swan And The Balloon (1993)
- The Tiny Tour (1998)

### DVD (VB)
- Sanctuary - The EIS Christmas Concert 2002 (2003)
- Hits ! The Videos (2003)
- The Tank, The Swan and the Balloon (2004)
- Great Hits Live - Live at Great Woods (2005) (Australia)
- The Erasure Show - Live in Cologne (2005)
- On the Road to Nashville (2007)
- Live at the Royal Albert Hall (2008)